# Kosco-Gletscher
Der Kosco-Gletscher ist ein 32 km langer Gletscher an der Dufek-Küste der antarktischen Ross Dependency. Er fließt von den Anderson Heights in den Bush Mountains nordwärts zum Ross-Schelfeis, das er zwischen dem Wilson-Portal und Mount Speed erreicht.
Entdeckt wurde er bei einem Überflug zwischen dem 29. Februar und dem 1. März 1940 während der United States Antarctic Service Expedition (1939–1941). Das Advisory Committee on Antarctic Names benannte ihn nach Captain George Francis Kosco (1908–1985) von der United States Navy, Flug- und wissenschaftlicher Leiter der Operation Highjump (1946–1947).